# 95939 Thagnesland
95939 Thagnesland este un asteroid din centura principală de asteroizi.

## Descriere
95939 Thagnesland este un asteroid din centura principală de asteroizi. A fost descoperit pe 30 mai 2003 la Wrightwood de James Whitney Young. Asteroidul prezintă o orbită caracterizată de o semiaxă mare de 2,61 ua, o excentricitate de 0,10 și o înclinație de 4,8° în raport cu ecliptica.